# Oliver Fix
Oliver Fix (* 21. června 1973 Augsburg, Bavorsko) je bývalý německý vodní slalomář, kajakář závodící v kategorii K1.
Na mistrovstvích světa získal dvě zlaté medaile, obě v roce 1995, jednu v individuálním závodě, jednu v závodě hlídek. Zlatou medaili má také z Letních olympijských her 1996 v Atlantě, kde vyhrál závod K1.
Jeho manželka Gilda Montenegrová je rovněž bývalou kajakářkou a olympioničkou.